# Laonic Chalcocondil
Laonic Chalcocondil (în greacă Λαόνικος Χαλκοκονδύλης, n. cca. 1430, Atena – d. 1490, Italia) a fost un cronicar bizantin din Atena. Numele Laonicus este probabil o anagramă din Nicolaos.

## Biografie
Este fiul lui Georgios și vărul lui Demetrios Chalcocondylas. În urma unei certe între tatăl său și ducii florentini din Atena, familia s-a mutat în Peloponez, unde a trăit la curtea împăratului Constantin Paleologos și a fost educat de George Gemistos Plethon, conform relatărilor lui Kyriakos Agonites.
După căderea Constantinopolului, Chalcondyles a scris cea mai importantă lucrare a sa, Dovezi ale istoriei (în greacă Αποδείξεις Ιστοριών), în zece volume. Această operă este cu siguranță una din cele mai importante surse pentru cei care studiază ultimii 150 de ani de istorie bizantină. Lucrarea acoperă perioada dintre anii 1298-1463, descriind prăbușirea imperiului Grec și ridicarea turcilor otomani, care formează miezul lucrării, până la victoriile sultanului Mehmed al II-lea împotriva venețienilor și regelui Ungariei Matia Corvin.
Chalcondyles a considerat, pe bună dreptate, căderea Constantinopolului ca fiind un eveniment istoric de proporții gigantice, comparând-o cu căderea Troiei. Cronologia sa nu este exactă, ca și cea a altor cronicari bizantini. Opera sa descrie, de asemenea, civilizațiile și unele obiceiuri din Anglia, Franța și Germania, țări de la care grecii au cerut ajutor împotriva turcilor. Pentru descrierea evenimentelor mai timpurii a primit ajutorul tatălui său.
Modelul său a fost Tucidide (sau Herodot, conform lui August Immanuel Bekker); limbajul său este relativ pur și corect, iar stilul său este simplu și clar. Textul însă este totuși într-o stare foarte coruptă. Forma arhaică de limbaj pe care a folosit-o a făcut textele sale greu de citit în multe locuri, iar numele antice cu care s-a referit la figurile vremurilor sale au creat confuzie (Γεταί, Δάκες, Λίγυρες, Μυσοί, Παίονες etc). Folosirea repetată a termenului „eleni” (Έλληνες), cu care Laonicos s-a referit la popoarele bizantine, a contribuit la legătura făcută între civilizația greacă antică și cea modernă.